# دادگاه‌های بازاری
دادگاه های بازاری یا گردپایی، که در زبان انگلیسی Court of Piepowders نامیده می‌شوند؛ محکمه‌هایی در انگلستان بودند؛ که در هنگام برگزاری نمایشگاه های کالا یا بازارها در محلات برپا می‌شدند. این دادگاه ها، صلاحیت نهایی در صدور حکم در رابطه با عملکردهایی از افراد که در این مکان ها صورت می‌پذیرفت، شامل اختلافات بین تجار، سرقت و رفتار خشونت‌آمیز را داشتند. در قرون وسطی چند صد عدد از این دادگاه ها وجود داشتند که تعدادی از آن‌ها تا به دوره مدرن باقی ماندند.
دادگاه های بازاری، کوتاه ، سریع و غیررسمی بودند. در قرن دوازدهم انگلیس و اسکاتلند ، باید یک روز و نیم (قبل از جزر و مد سوم) اتهام اتخاذ می شد. اگر دادگاه درمورد متهم رأی داد و متهم نتوانست مبلغ تعیین شده را پرداخت کند ، می توان برای تأمین هزینه ها ، اموال وی را توقیف ، ارزیابی و فروش کرد.
ویلیام بلک استون در کتاب تفسیر در قوانین انگلستان[on the Laws of England] در ۱۷۶۸ این دادگاه ها را چنین توصیف می‌کند: "پایین‌ترین سطح و در عین حال سریع‌ترین دادگاه برقراری عدالت طبق قانون انگلستان"
هدف از برگزاری این دادگاه ها حل وفصل سریع اختلافات در مواردی بود که با توجه مقتضیات شغلی تجار شرکت‌کننده در این بازارها یکی از طرفین دادگاه ساکن دائمی آن محل نبود.
برای ریشه Piepowders موارد گوناگون و غیر معتبری مطرح شده‌است. از پرتکرارترین آن‌ها می‌توان به این مورد اشاره نمود که ریشه این کلمات را  "pepowder" می‌داند و دلیل آن را حل و فصل منازعات افرادی می‌داند که به‌دلیل سفر پاهای آن‌ها گرد و خاکی بوده.. همچنین اعضای این دادگاهها به جای نشستن در یک مکان ثابت مثلاً روی نیمکت در محوطه بازار به گشت زنی می‌پرداختند.